# هربرت فروتير
هربرت فروتير هو ممثل كندي، ولد في 1867 في تورونتو في كندا، وتوفي في 16 فبراير 1949 في فيلادلفيا في الولايات المتحدة.

## وصلات خارجية
- هربرت فروتير على موقع IMDb (الإنجليزية)
- هربرت فروتير على موقع ألو سيني (الفرنسية)
- هربرت فروتير على موقع أول موفي (الإنجليزية)
- هربرت فروتير على موقع كينوبويسك (الروسية)